# Termas de Río Hondo
Río Hondo is een plaats in het Argentijnse bestuurlijke gebied Río Hondo in de provincie  Santiago del Estero. De plaats telt 27.838 inwoners.

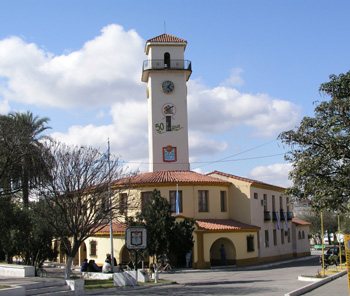
Gemeentehuis